# Maxwell-Ducker
Der Maxwell-Ducker (Philantomba maxwellii, Syn.: Cephalophus maxwellii) ist eine kleine Antilope, die in Westafrika vorkommt. Die Art bildete früher zusammen mit dem Blauducker (Philantomba monticola) eine Untergattung innerhalb der Gattung Cephalophus. Neuere Taxonomien listen Philantomba als selbstständige Gattung, in der 2010 mit dem Verheyen-Ducker (Philantomba walteri) eine dritte Art beschrieben wurde.

## Merkmale
Der Maxwell-Ducker erreicht eine Gesamtlänge von 63 bis 100 cm, inklusive eines etwa 13 cm langen Kopfes und des 8 bis 10 cm langen Schwanzes. Die Schulterhöhe liegt bei 35 bis 38 cm und das Gewicht zwischen 8 und 10 kg. Die 3,5 bis 6,0 cm langen Hörner kommen bei allen Männchen und vielen Weibchen vor. Die Tiere wirken nach vorn geneigt mit einem etwas höheren Hinterkörper. Weibchen sind etwas größer als Männchen und besitzen vier Zitzen.
Die Fellfarbe variiert stark zwischen den Exemplaren und ist am Oberkörper meist graubraun bis blaugrau. Am Kopf bei den Hörnern gibt es hellere Streifen. Die Unterseite ist weißlich und der dunkle, leicht buschige Schwanz hat helle Kanten. Vom Blauducker unterscheidet sich die Art durch die Konstruktion der Drüsen an den Hufen und durch das abweichende Verbreitungsgebiet.

## Verbreitung und Lebensraum

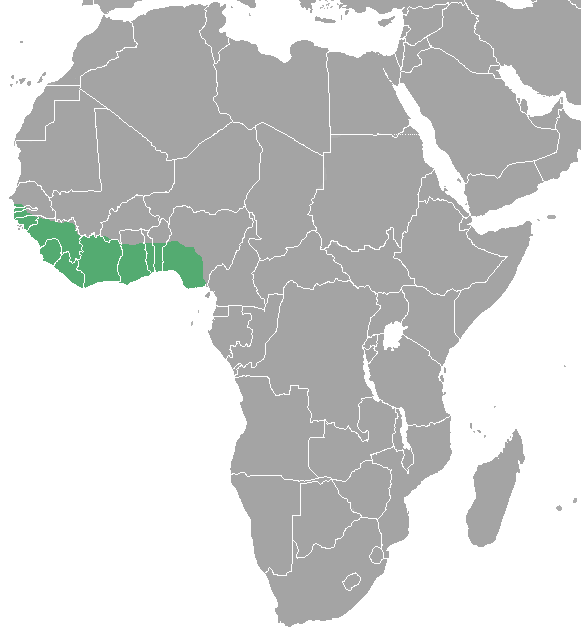
Das Verbreitungsgebiet des Maxwell-Duckers im westlichen Afrika

Das Verbreitungsgebiet streckt sich über einen breiten Saum an der westafrikanischen Küste vom Cross River in Niger bis Gambia und Senegal. Als Habitat dienen Regenwälder, Sekundärwälder, feuchte Buschsavannen und Plantagen.

## Lebensweise
Der Maxwell-Ducker entfernt sich nie weiter als 20 bis 30 Meter von Büschen oder Baumgruppen, wo er sich verstecken kann. Er frisst hauptsächlich Blätter, Früchte, junge Triebe, Rinde und Samen sowie andere Pflanzenteile. Manchmal folgt er lautstarken Affengruppen, die meist Früchte zu Boden fallen lassen. Ist das Angebot an frischen Blättern gut, trinkt der Maxwell-Ducker nur gelegentlich, säugende Weibchen trinken dagegen häufiger. Zu den Feinden dieser Antilope zählen der Kronenadler (Stephanoaetus coronatus), Pythons (Pythonidae), kleinere Wildkatzen (Felis) und der Leopard (Panthera pardus).
Weibchen haben gewöhnlich nur einen Wurf pro Jahr, bei dem nach einer etwa 120-tägigen Trächtigkeit in einer der Trockenzeiten (Januar bis März oder August/September) ein einzelnes Junges geboren wird. Das Junge wiegt bei der Geburt 710 bis 955 Gramm und hat, ungewöhnlich für Ducker, dieselbe Fellfarbe wie erwachsene Tiere. Maxwell-Ducker in menschlicher Obhut wurden bis 10 Jahre alt.

## Status
Die größten Gefahren für diese Antilope bestehen in der Zerstörung des Habitats und in der Jagd für Bushmeat. In begrenzten Gebieten, wie im Nationalpark Comoé sank die Population in den letzten 20 Jahren um 90 Prozent. Der Gesamtbestand wird von der IUCN als nicht gefährdet (Least Concern) eingeschätzt.